# Refugees United
Refugees United er en portal for flygtninge, der søger efter familie og venner, som de har mistet kontakten til ifm. deres flugt fra krig, fattigdom eller forfølgelse. Portalen er gratis og kan benyttes af alle flygtninge verden over – uanset opholdsted og legal status. Det er muligt at søge eller lade sig registrere anonymt, ved f.eks. at notere ar, modermærker eller kælenavne, såfremt man ikke ønsker at offentliggøre personfølsomme data.
Refugees United blev stiftet i 2005 af brødrene David og Christopher Mikkelsen Troensegaard. Skuespiller Mads Mikkelsen er goodwill ambassadør for Refugees United.